# Rang (Doubs)
Rang település Franciaországban, Doubs megyében. Lakosainak száma 389 fő (2022. január 1.). Rang Mancenans, Anteuil, Appenans, L’Isle-sur-le-Doubs, Pompierre-sur-Doubs és Saint-Georges-Armont községekkel határos.

## Népesség
A település népessége az elmúlt években az alábbi módon változott:
| Lakosok száma | 405  | 518  | 474  | 402  | 432  | 420  | 418  | 401  | 392  | 389  |
|               | 1968 | 1982 | 1990 | 2006 | 2013 | 2015 | 2017 | 2019 | 2020 | 2022 |